# فاضل صلفيج العزاوي
فاضل صِلْفيج العزّاوي (ولد في سنة 1944) مسؤول ودبلوماسي عراقي، عُيّن يوم 12 كانون الأول سنة 1984 معاوناً لمدير جهاز المخابرات العامة العراقية لشؤون العمليات، مُكلّفاً بالعمل الاستخباري خارج العراق، ثم عُين مديراً للمخابرات بالوكالة عدة أشهر، ثم عُيّن مديراً للجهاز حتى سنة 1989، وعُيّن محافظاً لمحافظة صلاح الدين في كانون الأول سنة 1991، حتى 30 حزيران سنة 1993م، وهو ابن خالة رئيس العراق الأسبق صدام حسين، والدة فاضل اسمها هيلة، وأختها صبحة والدة صدام.

## نشأته
فاضل العزّاوي من فخذ البو أسد من عشيرة البو عواد من عشائر العزّة، وُلد في مدينة بيجي، له ثلاثة إخوة وأخت واحدة، هو أكبرهم، قوي الجسم، طويل، درسَ في بيجي المرحلة الابتدائية والمتوسطة والإعدادية، ودخل دورة إعداد المعلمين، فتخرج سنة 1961م، وعُيّن معلماً في التعليم الابتدائي في قضاء بيجي، ناحية الصينية، سنة 1962م، وحصل على بكلوريوس في اللغة الإنكليزية من الجامعة المستنصرية سنة 1970، ثم ماجستير أدب انكليزي جامعة كامبريدج سنة 1972، سجّل في معهد الإعداد الدبلماسي فدرسَ فيه سنةً واحدة، وتخرج سنة 1981، وحصل على شهادة البكالوريوس في العلوم السياسية من جامعة القاهرة سنة 1982، ثم نال الماجستير من جامعة جونس هوبكتز سنة 1984.

## عمله
عمل فاضل في السفارة العراقية في مصر في سنة 1974، حتى أواخر سنة 1977، وفي 19 تشرين الثاني سنة 1977، زار إسرائيلَ الرئيسُ المصريُ أنور السادات بعدئذٍ أمر السادات بطرد السلك الدبلماسي العراقي من القاهرة فأغلقت السفارة هناك، فانتقل فاضل إلى سفارة العراق في واشنطن ليكون قائماً بأعمالها سنة 1978 حتى آب 1980، ثم أصبح سفيراً في الهند سنة 1980 حتى آذار 1982، ثم عُيّن دبلماسياً كبيراً في سفارة العراق في الاتحاد السوفيتي من 1982 الى تشرين الأول 1983. وصفَهَ جهاد كرم في كتابه (بعثيون كما عرفتهم، الصفحة 248 و249) فقال "التقيتُ به للمرة الأولى في نيويورك في الدورة التاسعة والعشرين للأمم المتحدة. ألحق آنذاك بالوفد العراقي مع مجموعة من زملائه الذين هم في نفس المستوى الوظيفي والعمر، للتدرب على العمل الدبلوماسي، بدأ لطيفا ودمِثاً وراغبا في التعلم، دماثته وقُربُهُ من السيد النائب(1)، يومذاك، جعلاه مدارَ اهتمام أعضاء الوفد العراقي برمّته، كما أنشأ علاقة خاصة مع "كريم الشيخلي"، المندوب الدائم، و" طالب شبيب " المعروف والمرموق على صعيد الأمم المتحدة، أيضا. حملَ قلباً طيبة وبساطة في في التعامل غيرَ أنه بدأت تظهر عليه منذ ذلك الوقت بوادر الاعتزاز والزهو والافتخار لكونه ابن خالة السيد النائب…وقد أدت به نشوته هذه إلى التصرف بشكل غير مألوف، يصبغ صاحبَه بحالة من عدم التوازن. لُفت نظرُه باتجاه ذلك، فوعدَ بالانتباه ولكن ظهر أن هذا السلوك متأصل فيه وهو من باب الطباع. دخل فاضل السجن في شهر نيسان سنة 1996، بسبب تراجع التزامه، وفقاً لقول وفيق السامرائي.

## المحاكمة
اعتقل فاضل صلفيج سنة 2003، واستدعيَ للشهادة فيما يتعلق بحادثة الدجيل خصوصاً وعمله في المخابرات عموماً، فقال إنه كان سفيراً للعراق في موسكو، وإنه يرفض الشهادة أو أن يكون طرفاً فيها لأنه لا يملك المعلومات الكافية، وحكمَ عليه قاضي المحكمة الجنائية الخاصة محمد العريبي بالإعدام يوم 29 تشرين الثاني سنة 2010، ثم قررت المحكمة الجنائية العراقية العليا إطلاق سراح 15 متهماً يوم 5 نيسان سنة 2012، ومنهم فاضل العزاوي، لعدم كفاية الأدلة، فتوجّه بعدئذٍ إلى الأردن ليقيم فيها.

## الهوامش
- «1»:السيد النائب لقب كان يقال لصدام حسين حين كان نائباً للرئيس أحمد حسن البكر.[16]